# Hakuro (dal)
A Hakuro Gackt japán énekes kislemeze, mely 2012. október 10-én jelent meg az Avex Trax kiadónál. A címadó dal a Szengoku baszara (戦国Basara; Hepburn: Sengoku Basara) című televíziós sorozat betétdala. A dalt Európában a Gan-Shin kiadó jelentette meg, és digitális formában is elérhető volt több platformon, például az Amazon Musicon, azonban iTunes-ra nem került fel.

## Számlista
Az összes szám szerzője Gackt C. 
| 1. | Hakuro (白露-Hakuro-)                                              | 4:08 |
| 2. | Dzsónecu no Inazuma (情熱のイナズマ; Hepburn: Jounetsu no Inazuma) | 3:58 |
| 3. | Hakuro (Instrumental)                                              |      |
| 4. | Dzsónecu no Inazuma (Instrumental)                                 |      |

| 1. | Until the Last Day (Music Film) |  |

- A hakuro (kínaiul pajlu (báilù)) jelentése „fehér harmat”. Ez a kelet-ázsiai földműves naptárakban a 15. szoláris periódus elnevezése, mely szeptember 7. körül kezdődik és szeptember 23. körül ér véget.[5]

## Slágerlista-helyezések
Oricon
| Dátum             | Slágerlista | Típus              | Legmagasabb helyezés | Eladás |
| ----------------- | ----------- | ------------------ | -------------------- | ------ |
| 2012. október 10. | Oricon      | heti kislemezlista | 6                    | 13 192 |
| 2012. október 10. | Oricon      | havi kislemezlista | 30                   | 16 214 |

Billboard Japan
| Slágerlista (2012)      | Legmagasabb helyezés |
| ----------------------- | -------------------- |
| Billboard Japan Hot 100 | 12                   |